# Giuseppa Tornielli Bellini
Giuseppa Tornielli Bellini (Borgomanero, 4 settembre 1776 – Novara, 21 giugno 1837) è stata una nobildonna italiana, nota per la sua attività filantropica in campo sociale ed educativo.
Nel 1833 dispose una consistente donazione per la creazione a Novara di un istituto pubblico di arti e mestieri rivolto a ragazzi e ragazze del territorio novarese. L’istituto, tra i primi in Italia, iniziò la sua attività didattica nel 1839 ed è ancora attivo come Liceo delle scienze umane.